# Katholische Akademikerarbeit Deutschlands
Die Katholische Akademikerarbeit Deutschlands (KAD) ist der Zusammenschluss einiger katholischen akademischen Verbände und Organisationen in der Bundesrepublik Deutschland. 

## Geschichte
Zunächst wurde 1948 die „Katholische Deutsche Akademikerschaft KDA“ gegründet. Robert Frohn war Präsident von 1959 bis 1962. 
Am 21. März 1976 entstand aus der KDA die „Katholische Akademikerarbeit Deutschlands KAD“. Gründungspräsident von 1976 bis 1980 war Bernhard Servatius.

## Zweck
Aufgabe der Gemeinschaft ist es, den zugehörigen katholischen deutschen akademischen Verbände „zur gemeinsamen Vertretung ihrer Belange und zur Intensivierung ihrer religiösen Bildungsarbeit unter Aufrechterhaltung ihrer jeweiligen Selbständigkeit“ zu koordinieren, zu unterstützen und zu fördern. So soll die akademische Mitarbeit in der katholischen Kirche verbessert werden und das Engagement in Gesellschaft und Staat gefördert werden.

## Organisation
Die KAD wird geführt über eine Mitgliederversammlung und Präsidium. Dem Präsidium obliegt die Leitung der KAD im Rahmen der von der Mitgliederversammlung gegebenen Richtlinien und Beschlüsse. Es besteht aus dem Präsidenten, dem ersten und dem zweiten Vorsitzenden sowie bis zu sechs weiteren Mitgliedern. Diese werden von der Mitgliederversammlung für drei Jahre gewählt.
Die KAD ist Mitglied in der Arbeitsgemeinschaft der katholischen Organisationen Deutschlands (AGKOD).

## Mitgliederorganisationen
Folgende Organisationen sind der KAD als Mitglied angeschlossen: 
- Cartellverband der katholischen deutschen Studentenverbindungen (CV)
- Kartellverband katholischer deutscher Studentenvereine (KV)
- Verband der Wissenschaftlichen Katholischen Studentenvereine Unitas (UV)
- Ring Katholischer Deutscher Burschenschaften (RKDB)
- Technischer Cartellverband katholischer farbentragender Studentenverbindungen (TCV)
- Christophorus Gemeinschaft katholischer Studierender und Akademiker (CHRISTOPHORUS)
- Arbeitsgemeinschaft katholischer Studentenverbände (AGV)
- Bund katholischer deutscher Akademikerinnen (BkdA)
- Bund Katholischer Rechtsanwälte (BKR)
- Gemeinschaft Katholischer Soldaten (GKS)
- Hildegardisverein
- Katholische Ärztearbeit Deutschland (KÄAD)
- St. Albertus-Magnus-Apothekergilde